# Mădăraș (Harghita)
Pour les articles homonymes, voir Mădăraș.
Mădăraș (en hongrois: Csikmadaras) est une commune roumaine du județ de Harghita, dans la région historique de Transylvanie. Elle est composée d'un seul village, Mădăraș.

## Localisation
Mădăraș est située dans la partie centre-est de la comté de Harghita, au l'est de la Transylvanie dans Pays Sicule, au pied des Monts Harghita et Monts Ciucului, sur les rives de la rivière Mădăraș, à la 17 km de la ville de Miercurea Ciuc.

## Monuments et lieux touristiques
- L'église roumaine-catholique construite entre 1790-1796
- Chapelle Saint Antoine
- Le village-musée de Mădăraș
- Moulin à eau construit au XIXe siècle
- Réserve naturelle Cheile Bicazului (aire protégée avec une superficie de 2 126,53 ha)
- Monts Harghita
- Monts Ciucului
- Domaine skiable
- Rivière Mădăraș

## Relations internationales
La commune de Mădăraș est jumelée avec:
- Apostag (Hongrie)
- Madaras (Hongrie)